# Hernandarias (Paraguay)
Hernandarias es un municipio y ciudad de Paraguay situada en el centro del departamento de Alto Paraná, cerca de la frontera con Brasil en el río  Paraná. Se ubica a 15 km de la capital departamental Ciudad del Este y a 335 km de la capital del país Asunción. Fundada en 1619 por los Jesuitas, es la ciudad más antigua de Alto Paraná.
Se la conoce como la Capital Latinoamericana de la Energía Eléctrica o Capital de la Energía Continental por poseer dentro de su territorio dos grandes represas hidroelécticas: Acaray e Itaipú, esta última siendo una de las más grandes del mundo. La ciudad de Hernandarias está rodeada por los ríos Paraná y Acaray.

## Toponimia
Hernandarias antiguamente llamada «Tacurú Pucú» (en guaraní Termitero largo), lleva ahora este nombre en honor a Hernando Arias de Saavedra, primer gobernador criollo de la Provincia Gigante de las Indias durante la época colonial. Llevaba el nombre de Takuru Puku por la cantidad de montículos formados por las termitas de tierra dispersas en todo el terreno.

## Historia
La nación guaranítica comprendida en el pueblo del Acaray fue la primera conocida en toda la comarca, quienes ya estaban organizados en comunidades, fue descubierto por los jesuitas a los que lo bautizaron Natividad de Nuestra Señora del Acaray en 1619, luego Takuru - Puku hoy Hernandarias.  El padre Baroa, desde Itapúa en el año 1619, hizo una excursión a los ríos Acaray e Yguazú para fundar la Reducción de la Natividad de Nuestra Señora del Acaray.
El 7 de julio de 1896, por Ley Número 23, el Congreso de la Nación ordenaba la creación de tres pueblos, y una de ellas es Hernandarias. El artículo 3 de la mencionada ley, dice: "Autorizase igualmente al P.E. para fundar sobre el río Paraná tres pueblos en los lugares conocidos con los nombres de Coratey, Pirapytá y Tacurúpucu, los cuales llevarán respectivamente las denominaciones de Ayolas, Irala y Hernandarias. El Municipio de cada uno de estos pueblos tendrá de superficie una legua cuadrada."
El ejido del Municipio, fue ampliado por Decreto del Poder Ejecutivo de la Nación Nro. 1761 de fecha 9 de noviembre de 1973.
Se declaró municipio de tercera categoría el 26 de julio de 1938 y el 22 de marzo de 1980 pasó a ser de primera categoría.
Algunos Intendentes de esta ciudad fueron en el siguiente orden: Romilio Melgarejo (nombrado por Decreto del Poder Ejecutivo), Benito Ovelar (Nombrado por Decreto del Poder Ejecutivo), Arsenio Mallorquin Cardozo (primer intendente elector por voluntad popular en 1992), Oscar López, Andrés Retamozo,Blas Leguizamón, Mario Castillo, y Rubén Amancio Rojas Ferreira actualmente. 
Se constituyó como una antigua capital yerbatera. Allí se encontraba la inmensa fábrica de yerba “Industrial Paraguaya”. Con la construcción de las represas, se reimpulsó el desarrollo y crecimiento de la región.

## Clima
La temperatura media anual es de 20 °C; la máxima llega a 40 °C y la mínima a 0 °C. La cantidad anual más alta del país en lluvias se da en la región de Alto Paraná. En invierno son permanentes el rocío y la neblina.

## Demografía
Cuenta con 83 285 habitantes,según el censo paraguayo de 2022. El casco urbano de Hernandarias forma parte del Gran Ciudad del Este.
Hernandarias se divide administrativamente en un total de 46 barrios, de los cuales 23 se encuentran en la zona rural y 23 en la zona urbana.

## Economía
La Capital Latinoamericana de la Energía Eléctrica cuenta con dos centrales hidroeléctricas, Acaray que se puso en marcha en 1968 e Itaipú, construida entre 1976 y 1982, es la mayor represa del mundo, considerada una de las maravillas del mundo moderno, esto hace que la producción eléctrica sea uno de los pilares económicos de la ciudad.
Es una zona agrícola con explotación de soja, palmito, menta, maíz, café, algodón, arroz, poroto, trigo y tártago. También se dedican a la ganadería.
El sector industrial posee dos parques industriales, en donde se asientan la producción de textiles, plásticos, fertilizantes y la agroindustria. Además el municipio cuenta con una pujante actividad tabacalera y cervecera. El sector minero participa de la economía local gracias a la extracción de piedra caliza a orillas del Río Acaray. El sector inmobiliario se desarrolla gracias a grandes emprendimientos como el Paraná Country Club, Santa Elena y Costa del Lago. 
Pero es el sector de servicios el que aporta mayores dividendos a la ciudad, gracias a una creciente actividad financiera y comercial, a pesar de ello, el mayor porcentaje de la fuerza laboral hernandariense trabaja en Ciudad del Este, a 15 km de la ciudad.

## Turismo
Son lugares interesantes para los turistas, las represas de Itaipú y Acaray. Algunos lugares turísticos en Hernandarias creados a partir de la construcción de la represa de Itaipú son:
- Puerto Kattamaram: Es un lugar para ir de paseo en barco a lo largo del Lago Itaipú-Macuco, sobre todo para el deleite del paisaje que envuelve al lago artificial de la mayor hidroeléctrica en generación de energía del planeta.
- Reserva Biológica Itabó: situada en la ecorregión Alto Paraná, a 80 km de la ciudad de Hernandarias, posee una superficie de 13.807 ha; la topografía es ondulada. El río del mismo nombre, Itabó, cruza la reserva de oeste a este con sus dos brazos, Itabó Sur e Itabó Norte y algunos de sus afluentes. El clima en la región es subtropical, con precipitaciones ligeras, que oscilan entre 1.500 a 1700 mm. La flora de la reserva que predomina: Tabebuia sp., Peltophorum dubium, Cedrela fissilis entre otras.
- El Museo de la Tierra Guaraní es el primer museo multimedial interactivo del Paraguay, está organizado en dos pabellones. El Mundo Guaraní; donde se encuentra la cultura y la forma de vida de los antiguos pobladores guaraníes de esta región, su economía e historia, así como habitantes de hace 10 000 años atrás. En el Mundo de las Ciencias se encuentran animales que vivían en la zona. El museo está a 7 km de Ciudad del Este, en el Centro Ambiental de la represa de Itaipú.
- Museo de Historia Natural que tiene muestras de animales y plantas de la zona.
- El Zoológico de Itaipú que alberga especies de animales en una zona de 12 hectáreas.
- El Vivero Forestal con muestras de plantas de la región, en la que se realizan anualmente cerca de 200 000 mudas de más de 500 especies de plantas ornamentales, frutales y forestales. Las plantas del vivero son utilizadas para la reforestación de áreas degradadas, paisajismo en toda la Entidad y entidades que soliciten.
- La estación de Acuicultura donde se crían especies de peces, se cuentan con laboratorios, estanques, incubadoras y recursos humanos capacitados para la generación y transferencia de tecnología. Las principales especies que se crían en la estación son: pacú, karimbatá, dorado, surubí, etc.
- El Refugio Tatí Yupí con áreas recreativas a orillas del Lago y del río Tatí Yupí, donde los turistas pueden realizar safari fotográfico, visitas guiadas y paseos en lanchas.
- El Teatro Municipal de Hernandarias recientemente remodelado tiene capacidad para albergar cerca de mil personas, se realizan espectáculos artísticos, bailes, teatro, coros, etc.
- El Paseo España es un complejo arquitectónico en el cual se encuentran los Departamentos de Cultura, Turismo y Educación de la Municipalidad de Hernandarias, también están la Biblioteca y el Parque Tecnológico.
- El Museo Histórico Takurú - Pukù  en donde se encuentra fotos y documentos de la Ciudad de Hernandarias -  Fundado por Lelie Villanueva junto con otros Pioneros de la Ciudad.
- El Café Literario La Tobateña, ubicado en pleno centro de la ciudad de Hernandarias. Es el único Café Literario de la ciudad, y es la Sede Oficial de la Sociedad de Escritores del Paraguay, Filial Alto Paraná. Un lugar donde se puede disfrutar de la culinaria tradicional paraguaya y también de la lectura de libros de autores nacionales y extranjeros.[3]
- La Costanera de Hernandarias, ofrece lugares para caminata, ciclovía, amplio estacionamiento, sanitarios sexados, tocadores de belleza para damas y la atracción principal, el paseo en barco Catamarán por las aguas del Lago Itaipu.[4]
- El Paraná Country Club es un barrio residencial exclusivo, que cuenta con una serie de aspectos que lo hacen uno de los lugares más interesantes para vivir, además de contar con excelentes canchas para la práctica de golf y es el sitio más seguro del lugar.
- El Santa Elena Country y Marina Club es un complejo privado residencial y turístico ubicado sobre el lago de Itaipu, desarrollado estratégicamente armonizando los recursos naturales con una complejidad en servicios e infraestructura de primer mundo.

## Infraestructura
Hernandarias cuenta con la Ruta PY07 como principal vía de acceso, el cual atraviesa por todo el casco urbano del centro de la ciudad. Se llega a través de la Ruta PY02 en Ciudad del Este hasta la rotonda y viaducto del kilómetro 4, luego se toma la Ruta PY07 que conduce a Saltos del Guairá.

## Cultura
La ciudad de Hernandarias se caracteriza por la pluriculturalidad, ya que sus pobladores son originarios de distintos puntos del país y del extranjero.
Cuenta con instituciones y organizaciones culturales que desarrollan diversas actividades de importancia nacional e internacional. Es Sede Oficial de la Sociedad de Escritores del Paraguay - Filial Alto Paraná, que ha sido fundada el 22 de agosto de 2015, por la escritora y poeta Mabel Coronel Cuenca, quien pasó a ser la primera presidente. Mediante gestiones de la misma, del 20 al 22 de mayo, de 2016, se ha desarrollado el XII Encuentro de Escritores del Mercosur. XI Congreso Internacional de Educación Intercultural y Literatura Contemporánea y VI Encuentro de Productores del Mercosur, con la participación de más de 200 escritores y productores culturales de Argentina, Brasil, Ecuador y Paraguay, quedando como logro del evento, la declaración de la ciudad de Hernandarias como Sede Permanente, título que sólo pertenecía anteriormente a la ciudad de Puerto Iguazú, Misiones, Argentina. También se destaca la organización y realización de la I Libroferia de la ciudad de Hernandarias, realizada en el marco del aniversario de la ciudad, del 7 al 8 de julio, de 2016, en Convenio con la Cámara Paraguaya del Libro, la SEP y la Municipalidad de Hernandarias, donde se contó con más de 15 editoriales presentes con libros de todo tipo.

## Deportes
A pesar de carecer de escenarios deportivos, la ciudad de Hernandarias se destaca a nivel nacional en el deporte. El deporte más practicado en Hernandarias es el fútbol y cuenta con varios clubes como el Hernandarias, Nacional, Obreros Unidos, 4 de octubre, Patriotas, Alto Paraná, Sagrado Corazón de Jesús, América e Independiente, además son deportes muy practicados el baloncesto, voleibol, en el caso del balonmano, este es el deporte mejor representado y más laureado de la ciudad, que en su categoría femenina llegó a consagrarse campeón nacional y está constantemente entre la élite de este deporte en el país, la liga de rugby se ha introducido recientemente.
El golf es también un deporte popular, principalmente en el Paraná Country Club y también el deporte Motor específicamente la modalidad ATV

## Personalidades destacadas
- Mabel Coronel Cuenca: Escritora, poetisa y editora.